# Juliana Paiva

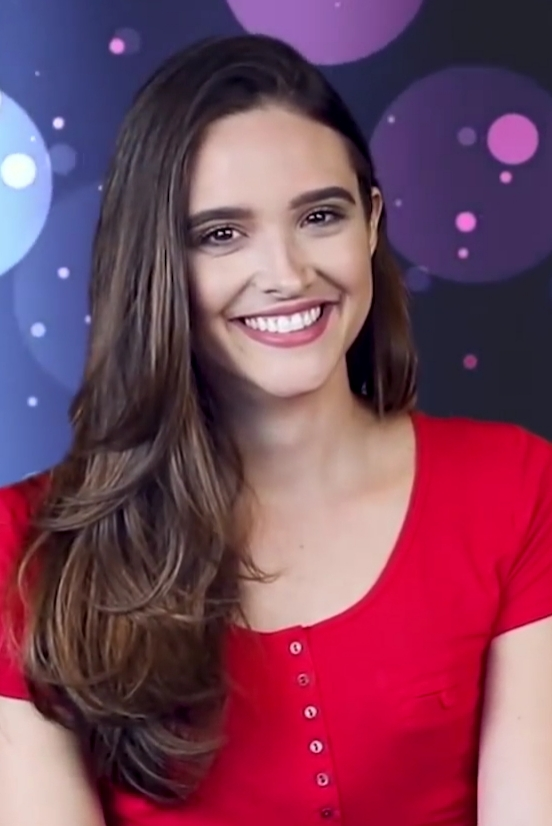
Juliana Paiva

Juliana Paiva dos Santos (sinh ngày 28 tháng 3 năm 1993) là một nữ diễn viên người Brazil. Cô trở nên nổi tiếng sau khi đóng vai Fatinha trong mùa thứ hai mươi của teen telenovela Malhação vào năm 2012. Paiva đóng vai chính trong bộ phim Além do Horizonte (2013) và một số dự án phim khác. 

## Tiểu sử
Paiva được sinh ra ở Rio de Janeiro, con gái của một cựu người mẫu. Sau khi gia đình chuyển đến sống ở bang Ceará, cô đã học diễn xuất và tham gia các nhóm nhạc ở nhà hát. Khi 14 tuổi, cô trở lại Rio de Janeiro, được thuyết phục làm việc như một diễn viên  và, trong năm 2009, cô tham gia một công ty đào tạo diễn viên. Juliana Paiva ra mắt trên truyền hình lần đầu tiên thông qua chương trình Rede Globo telenovela Cama de Gato, tiếp theo là với vị trí một ngôi sao khách mời trên Viver a Vida.
Juliana Paiva đóng vai Valquíria Spina trong bản làm lại năm 2010 của telenovela Ti Ti Ti. Cô ra mắt trong rạp chiếu phim trong cùng năm với bộ phim teen Desenrola trong vai diễn Tize.
Cô gây được sự chú ý với vai diễn Camila trong Cheias de Charme vào năm 2010. Juliana Paiva tham gia dàn diễn viên mùa thứ 20 của Malhação với tư cách là một cô gái promiscuous tên là Fatinha, một cô gái nổi tiếng quyến rũ các cậu học sinh. Juliana Paiva trở thành một biểu tượng tuổi teen vì sự nổi tiếng của nhân vật mà cô đóng. Cô đóng vai chính, Lili, trong năm 2013 trong bộ phim Rede Globo telenovela Além do Horizonte.